# Methemoglobin

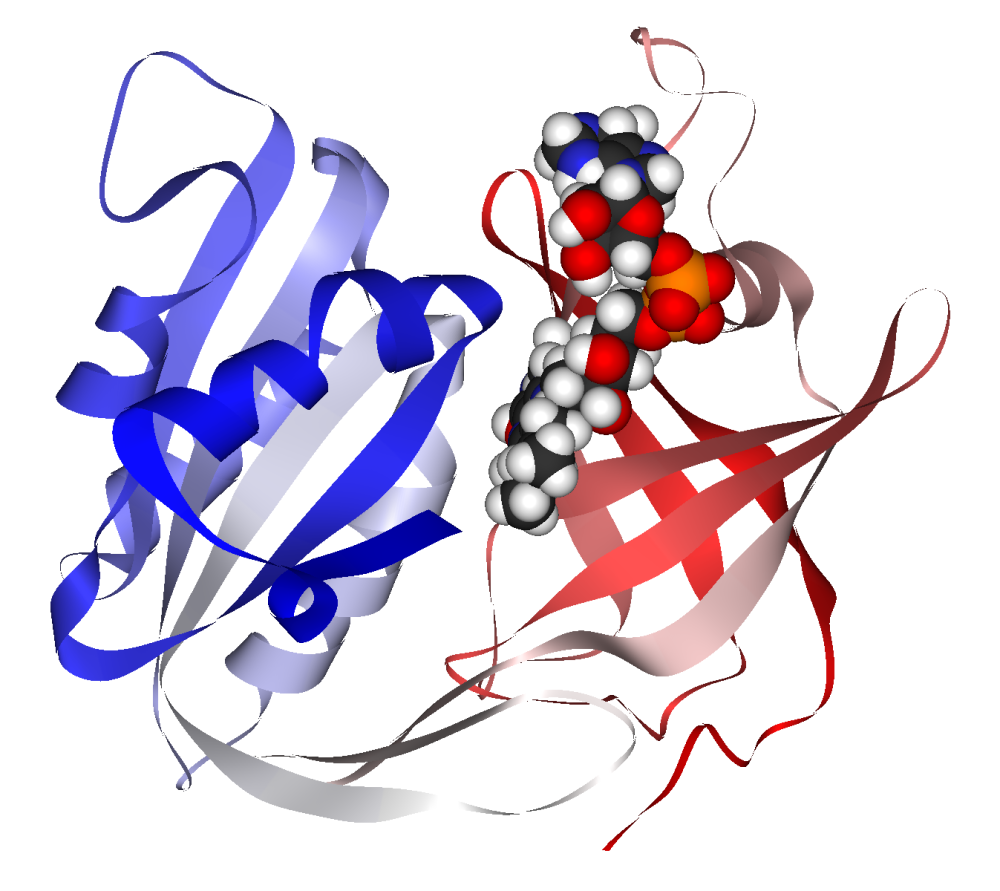
Enzym cytochrom b5 reduktáza, která je zodpovědná za převod methemoglobinu na hemoglobin. Enzym obsahuje FAD jako kofaktor. PDBID: 1UMK.

Methemoglobin, zkratka met-Hb, je krevní barvivo resp. forma hemoglobinu, která vzniká, je-li krev vystavena působení dusičnanů a dusitanů. Dochází k oxidaci železa z Fe2+ na vyšší stupeň (Fe3+); methemoglobin nemá afinitu ke kyslíku, tzn. není schopen kyslík přenášet.
Methemoglobin je přeměňován zpět na hemoglobin methemoglobinreduktázami, především NADH-methemoglobinreduktázou čili cytochrom b5 reduktázou, v menší míře také NADPH-methemoglobinreduktázou. V červených krvinkách dětí je těchto enzymů mnohem méně a hladina jejich methemoglobinu je 3,61—6.44 %, což je mnohem více než u dospělých, což je zároveň vystavuje nebezpečí otravy dusičnany.
Ve zvýšené míře je v krvi je detekován při vrozeném defektu některých enzymů, přítomnost methemoglobinu se projevuje modravým zbarvením kůže. Dusičnany obsažené ve vodě a v některých potravinách (např. uzené maso, některé druhy zeleniny) ohrožují zejm. kojence, protože jejich organismus nemá schopnost zpětně přeměnit methemoglobin na hemoglobin.